# 삼성 갤럭시 A53 5G
삼성 갤럭시 A53 5G(Samsung Galaxy A53 5G)는 갤럭시 A 시리즈의 일부로 삼성전자가 개발하고 제조한 안드로이드 스마트폰이다. 2022년 3월 17일 삼성 갤럭시 언팩 행사에서 갤럭시 A33 5G, 갤럭시 A73 5G와 함께 발표되었다. 128GB 모델 기준 59만 9000원으로 출시되었다.

## 디자인

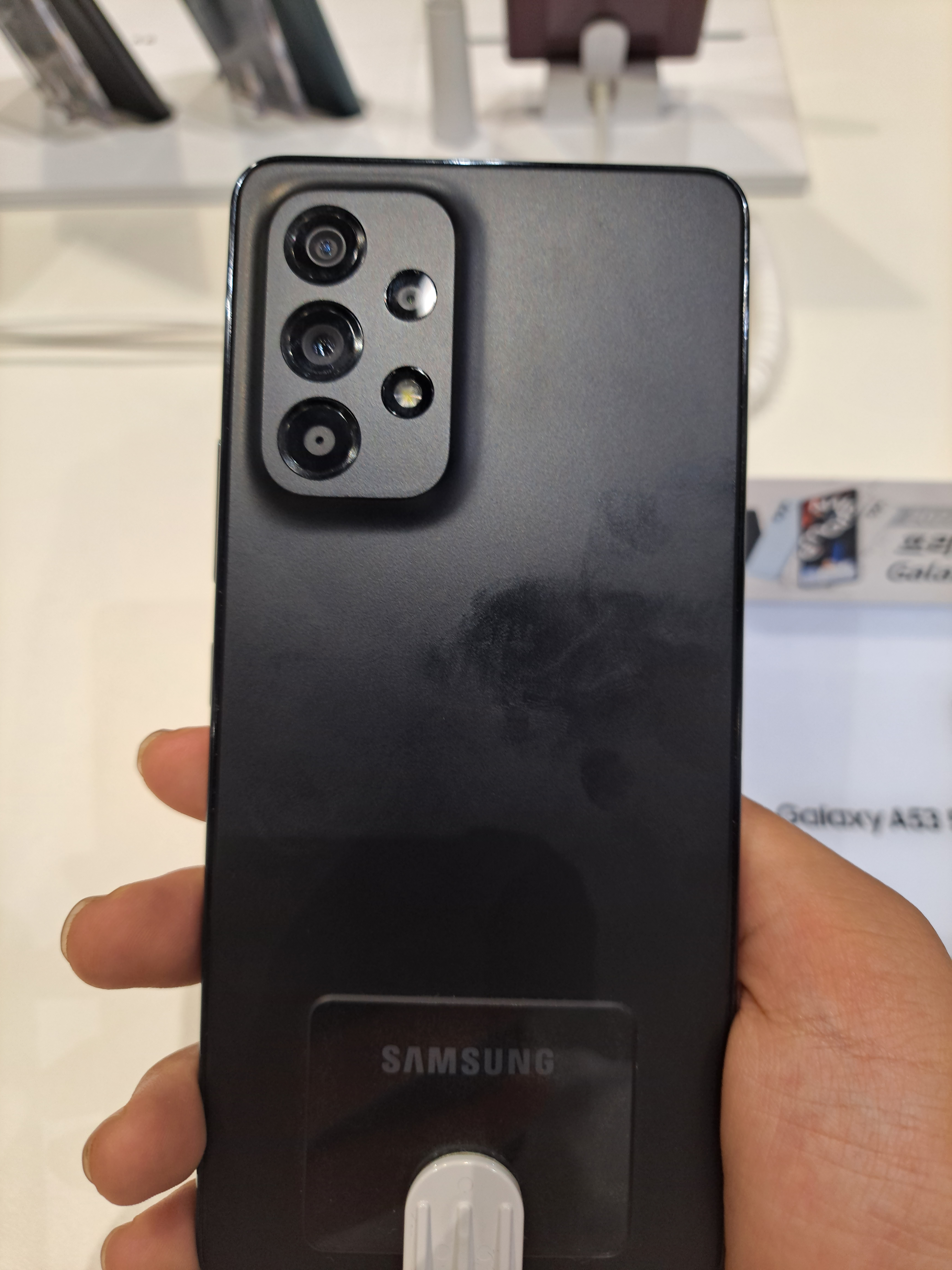
삼성 갤럭시 A53 5G의 후면

이 화면은 코닝 고릴라 글래스 5로 만들어졌다. 후면 패널과 측면은 성에가 낀 플라스틱으로 만들어졌다.
스마트폰의 디자인은 전작과 비슷하지만 삼성 갤럭시 A33 5G, 삼성 갤럭시 A73 5G와 마찬가지로 후면 패널이 완전히 평평해졌고 후면 패널과 카메라 유닛 간 전환이 더 원활해졌다. 갤럭시 A53 5G는 삼성 갤럭시 A52와 달리 3.5mm 오디오 잭이 없다. 갤럭시 A53 5G는 IP67 규격에 따라 습기와 먼지로부터 보호한다.
아래는 USB-C 커넥터, 스피커, 마이크이며 버전 슬롯에 따라 SIM 카드 1개와 마이크로SD 메모리 카드 최대 1TB 또는 하이브리드 슬롯 2개 또는 SIM 카드 1개와 메모리 카드 마이크로SD 포맷 최대 1TB이다. 오른쪽에는 볼륨 버튼과 스마트폰 잠금 버튼이 있다.
이 스마트폰은 블랙(어썸블랙), 화이트(어썸화이트), 블루(어썸블루), 오렌지(어썸피치) 등 4가지 색상으로 판매된다.
| 색상 | 색상 이름   |
| ---- | ----------- |
|      | 어썸 블랙   |
|      | 어썸 화이트 |
|      | 어썸 블루   |
|      | 어썸 피치   |

## 사양

### 하드웨어
갤럭시 A53 5G는 바 형태의 스마트폰으로 크기는 159.6×74.8×8.1mm, 무게는 189g이다.
GSM, HSPA, LTE 및 5G 연결, Wi-Fi 802를 갖추고 있으며 블루투스 5 Wi-Fi Direct, 핫스팟, A/b/g/n/ac 듀얼 밴드.1 (A2DP 및 LE 지원), BeiDou 지원 GPS, Galileo, GLONASS 와 QZSS 및 NFC를 지원하한다. 기기 하단에 USB Type-C 포트가 위치해있다. IP67 인증을 받아 방진 및 방수 기능을 갖추고 있다.
6.4인치 슈퍼 아몰레드 디스플레이에 Infinity-O형 펀치홀 카메라, 둥근 모서리, 1080×2400 픽셀의 FHD+ 해상도, Gorilla Glass 5에 의해 보호되는 최대 120Hz의 가변형 주사율 디스플레이를 갖추고 있다.
5000mAh 리튬 폴리머 배터리는 일체형으로 장착되어있으며 25W의 고속 충전을 지원한다.
칩셋은 8코어 CPU(2.4GHz에서 2코어 + 2GHz에서 6코어)를 탑재한 Samsung Exynos 1280이다. 128/256GB 용량의 UFS 타입2 내장 메모리가 탑제되어 있으며 마이크로 SD카드를 이용해 최대 1TB까지 확장할 수 있다. RAM은 6 또는 8GB이다(선택한 버전에 따라 다름).
후면 카메라는 쿼드 카메라, 64 MP 메인 카메라, 12 MP 초광각, 5 MP 심도, 5 MP 접사를 갖추고 있다.

### 소프트웨어
안드로이드 12 기반 One UI 4.1이 기본 탑재되었다.